# Justin Wilson
Justin Wilson (31. července 1978, Sheffield, Anglie – 24. srpna 2015) byl britský automobilový závodník. V roce 2003 jezdil ve formuli 1 za týmy Minardi a Jaguar Racing.

## Kariéra před formulí 1
Na motokárách začal závodit v roce 1987. Vyhrál mnoho závodů a několikrát se stal klubovým šampionem.
V roce 1994 přestoupil do Formule Vauxhal a hned v prvním roce dokázal zvítězit v juniorském mistrovství. O rok později skončil třetí a v roce 1996 byl druhý. V roce 1997 vyhrál 3 závody a celkově skončil na 4. místě.
V roce 1998 se posunul do nově vzniklé Formule Palmer Audi, kde devětkrát zvítězil a stal se mistrem této série, díky této výhře byl vybrán k účasti v mezinárodním mistrovství Formule 3000, kde v roce 2000 vybojoval 5. místo. V roce 2001 se stal šampionem této série, když vyhrál 3 závody a vytvořil nový rekord v počtu dosažených bodů (71). Dohromady stál desetkrát na pódiu. Z finančních důvodů se pro další sezonu nedostal do formule 1 a proto zamířil do Světové série Nissan, kde dvakrát zvítězil a celkově šestkrát se umístil na pódiu.

## Formule 1
Na konci roku 2002 byl Wilson jmenován jezdcem týmu Minardi pro následující sezonu 2003. V průběhu sezony vystřídal v týmu Jaguar Racing Brazilce Antonia Pizzoniu. Při Grand Prix USA 2003 získal svůj první a jak se později ukázalo i poslední bod ve formuli 1. Wilson nedokázal pro další sezónu sehnat dostatečnou finanční podporů od sponzorů a tak jej vystřídal Rakušan Christian Klien.

## Kariéra po formuli 1
V roce 2004 vyměnil formuli 1 za americkou sérii Champ Car, kde v letech 2004 a 2007 vyhrál po 4 závodech a v letech 2006 a 2007 se stal vicemistrem.
Od roku 2008 startoval v obnovené IndyCar Series. Ve své debutové sezoně vyhrál závod v Detroitu a celkově skončil na 11. místě. V roce 2009 změnil tým a skončil na 9. pozici.
Dne 23. srpna 2015 při závodě Indycar v Allentownu jej zasáhly trosky soupeřova havarovaného vozu. Wilson upadl do bezvědomí a havaroval. O den později následků zranění podlehl.

## Kompletní výsledky
| Legenda k tabulce | Legenda k tabulce                                                                       |
| Barva             | Výsledek                                                                                |
| ----------------- | --------------------------------------------------------------------------------------- |
| Zlatá             | Vítěz                                                                                   |
| Stříbrná          | 2. místo                                                                                |
| Bronzová          | 3. místo                                                                                |
| Zelená            | Bodované umístění                                                                       |
| Modrá             | Nebodované umístění                                                                     |
| Modrá             | Dokončil neklasifikován (NC)                                                            |
| Fialová           | Odstoupil (Ret)                                                                         |
| Červená           | Nekvalifikoval se (DNQ)                                                                 |
| Červená           | Nepředkvalifikoval se (DNPQ)                                                            |
| Černá             | Diskvalifikován (DSQ)                                                                   |
| Bílá              | Nestartoval (DNS)                                                                       |
| Bílá              | Závod zrušen (C)                                                                        |
| Světle modrá      | Pouze trénoval (PO)                                                                     |
| Světle modrá      | Páteční testovací jezdec (TD)                                                           |
| Bez barvy         | Netrénoval (DNP)                                                                        |
| Bez barvy         | Vyřazen (EX)                                                                            |
| Bez barvy         | Nepřijel (DNA)                                                                          |
| Bez barvy         | Odvolal účast (WD)                                                                      |
| Bez barvy         | Nezúčastnil se (prázdné)                                                                |
| Označení          | Význam                                                                                  |
| Tučnost           | Pole position                                                                           |
| Kurzíva           | Nejrychlejší kolo                                                                       |
| †                 | Jezdec nedojel do cíle, ale byl klasifikován, protože odjel více než 90 % délky závodu. |
| ‡                 | Byl udělován poloviční počet bodů, protože bylo odjeto méně než 75 % délky závodu.      |
| Horní index       | Umístění bodujících jezdců ve sprintu                                                   |

### Formule 1
| Rok  | Tým              | Šasi         | Motor             | 1       | 2       | 3       | 4       | 5      | 6      | 7       | 8       | 9      | 10     | 11     | 12      | 13      | 14      | 15    | 16     | Body | Umístění  |
| ---- | ---------------- | ------------ | ----------------- | ------- | ------- | ------- | ------- | ------ | ------ | ------- | ------- | ------ | ------ | ------ | ------- | ------- | ------- | ----- | ------ | ---- | --------- |
| 2003 | European Minardi | Minardi PS03 | Cosworth CR-3 V10 | AUS Ret | MAL Ret | BRA Ret | SMR Ret | ESP 11 | AUT 13 | MON Ret | CAN Ret | EUR 13 | FRA 14 | GBR 16 |         |         |         |       |        | 1    | 20. místo |
| 2003 | Jaguar Racing    | Jaguar R4    | Cosworth CR-5 V10 |         |         |         |         |        |        |         |         |        |        |        | GER Ret | HUN Ret | ITA Ret | USA 8 | JPN 13 | 1    | 20. místo |

### Formule E
| Rok     | Tým                | Auto                  | 1   | 2   | 3   | 4   | 5   | 6   | 7   | 8   | 9      | 10  | 11  | Body | Umístění  |
| ------- | ------------------ | --------------------- | --- | --- | --- | --- | --- | --- | --- | --- | ------ | --- | --- | ---- | --------- |
| 2014–15 | Andretti Autosport | Spark-Renault SRT 01E | BEI | PUT | PDE | BNA | MIA | LBH | MON | BER | MOS 10 | LON | LON | 1    | 25. místo |